# عنفة بخارية

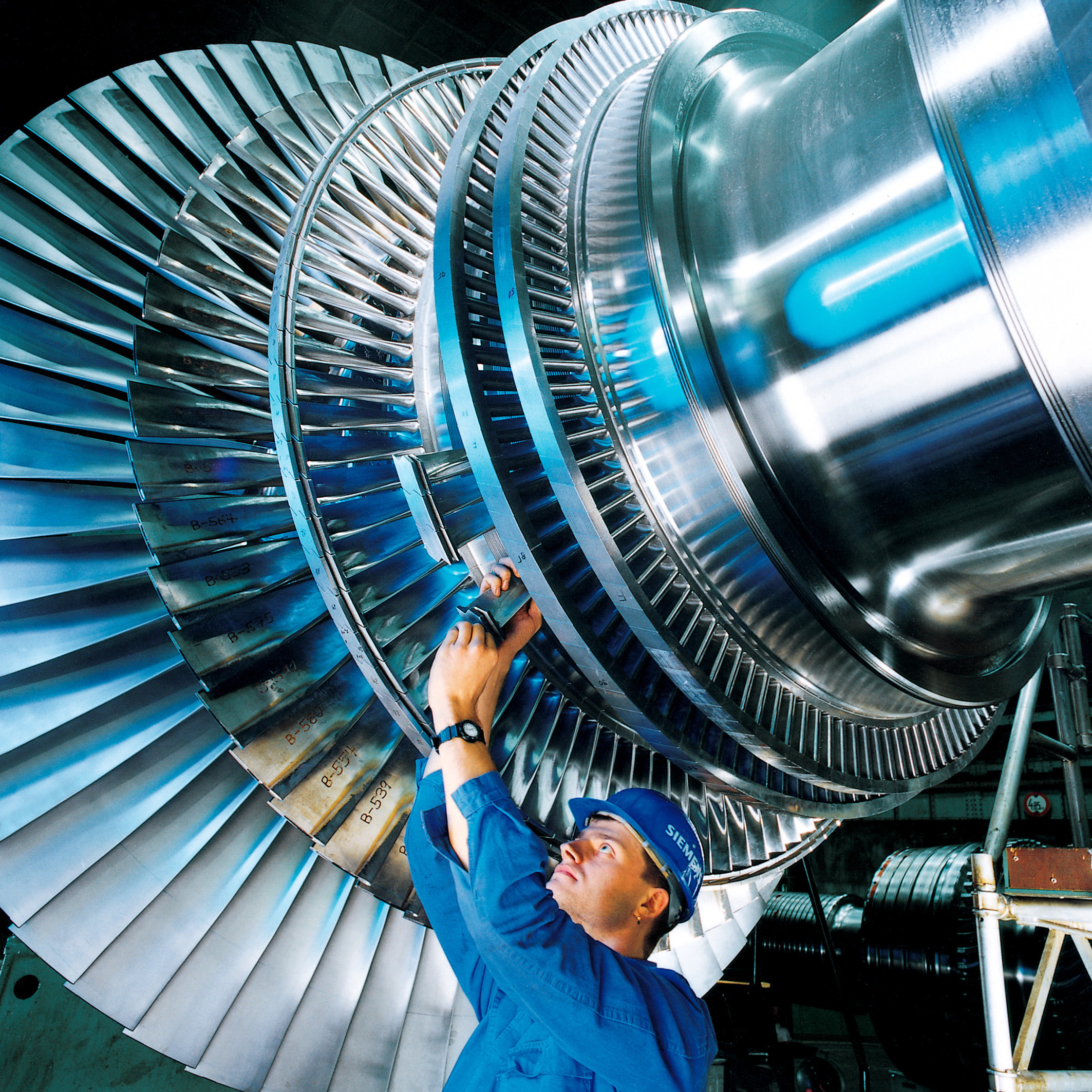
الجزء الدوار لعنفة بخاري حديث يستخدم لإنتاج الطاقة الكهربائية

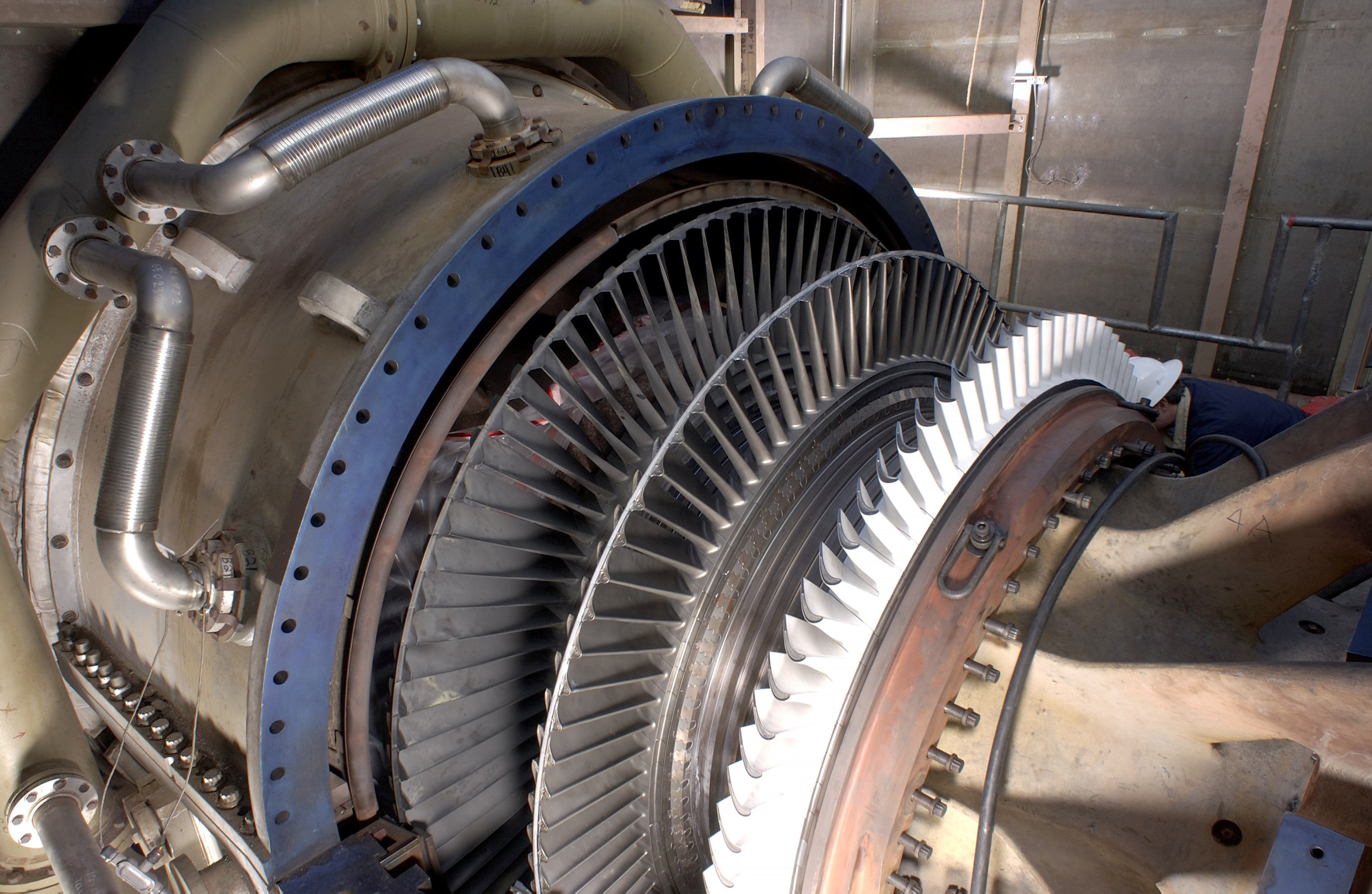
ريش العنفة

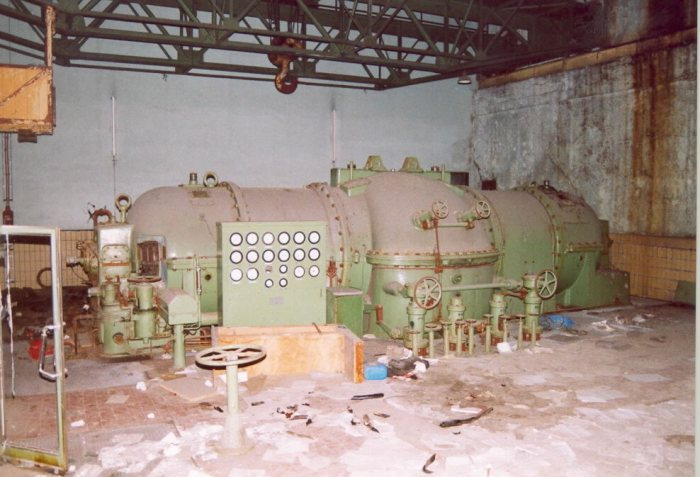

عنفة بخارية  (بالإنجليزية: Steam turbine) هي من أهم أنواع العنفات التي تستخدم في محطات توليد الطاقة الكهربائية. هي جهاز ميكانيكي يستخرج الطاقة الحرارية من ضغط البخار، ويحولها إلى حركة دوارة. مظهره العصري اخترعه السير تشارلز بارسونز في عام 1884.
و حل تقريبا محل الآلة البخارية التي كانت تعمل بمكبس. يعود ذلك في المقام الأول لزيادة الكفاءة الحرارية له وزيادة الطاقة المولدة منه بالنسبة إلى الوزن. لأن العنفات تولد الحركة الدوارة، فهى مناسبة بصفة خاصة لاستخدامها لتدوير المولدات الكهربائية التي تنتج التيار الكهربائي على المستوى الكبير في محطات القوى — حوالي 80 ٪ من الكهرباء المولدة في العالم يتم عن طريق استخدام العنفات البخارية.
هذا ينطبق على محطات القوي التي تعمل بالفحم أو بالنفط أو المفاعلات النووية، إذ أنها جميعها تحول حرارة الوقود إلى بخار ذو ضغط عالي، وعن طريقة يتم تشغيل العنفة البخاري ومعه يدور المولد الكهربائي فتنتج الطاقة الكهربائية التي تشغل المصانع وتمد المنازل بالكهرباء. كذلك تقوم محطات استغلال الطاقة الشمسية المبنية على تسخين الماء أو تسخين الزيت أو تسخين الأملاح، فهي تسخن بحرارة الشمس الماء وتحوله إلى بخار، ومن البخار ينتج التيار الكهربائي بواسطة عنفة ومولد كهربائي.
تتكون العنفة من جزئين رئيسيين هما:
- الجزء الدوار.
- الجزء الساكن.

تقسم العنفات حسب الطريقة التي يوجه بها البخار إلى ريش Blades الجزء الدوار وتقسم إلى قسمين:
- عنفات دفعية.
- عنفات تعمل برد الفعل.

في العنفة الدفعية البسيطة يركب عدد من العجلات التي تحمل كل منها صف من الريش بطول محيطهاوتدعى الريش المتحركة، على عامود واحد مشترك. ويوجد أمام كل عجلة قرص معدني ساكن، به فتحات (هذه الفتحات تتشكل من الريش الساكنة) تعمل بمثابة فوهات لتوجيه منافث البخار إلى الريش، وبعد مرور البخار إلى ريش العجلة الأولى، فإنه يوجه بواسطة مجموعة أخرى من الفوهات (فوهات التوجيه) إلى المجموعة الثانية، وهكذا خلال المراحل المتتالية، حتى تستنفذ كل الطاقة الممكنة من البخار.
في العنفة التي تعمل برد الفعل، تـُستبدل بالفوهات حلقات من الريش الساكنة تتخلل صفوف الريش المتحركة، ويمكن الحصول على القوة المحركة بتأثير رد الفعل الناشيء من البخار نتيجة لمروره بين الريش المتحركة والساكنة.ان رد الفعل ينشا في الريش المتحركة بسب شكلها الهندسي
نظرا لان البخار يفقد بعضا من قوته بعد مروره بكل حلقة من الحلقات ذات الريش، لذا فأن هذه الحلقات تُصنع بأقطار متدرجة في الكبر حتى يمكن الحصول على أقصى جهد ممكن من البخار الذي ينخفض ضغطه بعد كل مرحلة.

## التاريخ

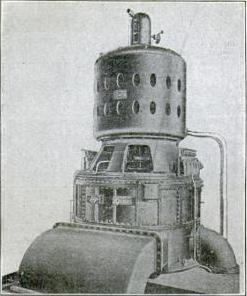
2000 كيلوواط كورتيس العنفات البخارية حوالي عام 1905.

أول جهاز التي يمكن أن يصنف على أنه عنفة بخاري فعال كان يزيد قليلا عن اللعبة، أيوليبيل الكلاسيكي، ووصف في القرن الأول بواسطة البطل الروماني في الإسكندرية في مصر الرومانية. أكثر من ألف سنة لاحقا، في 1551، وصف تقي الدين في مصر العثمانية عنفات بخارية مع التطبيق العملي لتحريك السيخ. كما تم وصف عنفات البخار من قبل الإيطالي جيوفاني برانكا (1629) وجون ويلكنز في انكلترا (1648).

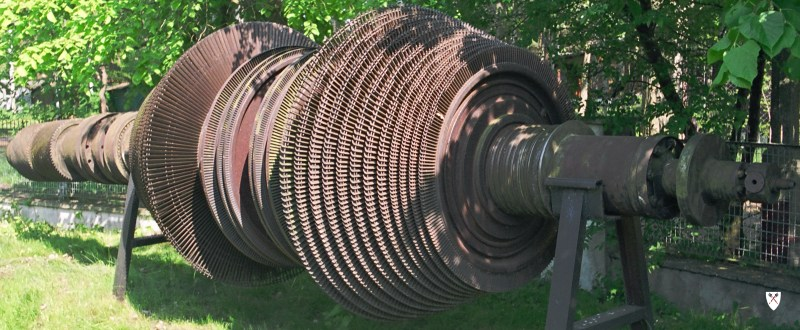
بارسونز العنفات من البولندية المدمرة ORP Wicher الثاني

اخترعت العنفات البخارية الحديثة في عام 1884 من قبل الإنكليزي السير تشارلز بارسونز، حيث كان نموذجه الأول متصل ب مولد يولد 7.5 كيلو واط من الكهرباء. بعد اختراع العنفة البخارى لبارسون، الأمر الذي جعل الكهرباء الوفيرة والرخيصة ممكنة وأحدث ثورة في النقل البحري والحرب البحرية، فإن العالم لن يكون نفسه مرة أخرى. تم ترخيص براءة اختراعه وتم أستخدام العنفاتبعد فترة وجيزة من قبل أمريكا، جورج ويستنغهاوس. كما اتضح أيضا أن عنفة بارسون من السهل تنفيذه على نطاق كبير. وتملك بارسونز الارتياح لرؤية اختراعه الذي اعتمد لجميع مراكز القوى العالمية الرئيسية، وحجم المولدات قد ارتفع من 7.5 كيلو واط من أول مجموعة ليصل إلى قدرة 50.000 وحدة كيلوواط. في غضون عمر بارسون فان القدرة على توليد الطاقة من الوحدة تم رفع مستواها بنحو 10.000 مرة، ، واجمالي الإنتاج من المولدات العنفة ية التي شيدت من قبل شركته شركة بارسونز كاليفورنيا والجهات المرخص لها من قبله، لأغراض الأرض وحدها، قد تجاوزت الثلاثين مليون حصان.
و تم تطوير عدد من العنفات المختلفة التي تعمل بشكل فعال مع البخار. عنفات دي لافال (اخترعها غوستاف دي لافال) عجلت البخار إلى أقصى سرعة قبل تشغيله ضد ريش العنفات. ومن ثم فإن (الدافع) العنفات هو أبسط وأقل تكلفة، وليس من الضروري أن يكون مقاوما للضغط. كما أنه يمكن أن يعمل مع أي ضغط البخار، ولكن أقل كفاءة بدرجة كبيرة.
عنفات براون - كورتيس  التي كانت قد طورت أصلا وحصلت على براءة اختراع من قبل الشركة الدولية الأمريكية كورتيس البحرية وتم تطوير عنفات الشركة في عام 1900 بالاشتراك مع شركة جون براون آند كومباني. وكان يستخدم في شركة جون براون للسفن التجارية والسفن الحربية، بما في ذلك الخطوط والسفن الحربية التابعة للبحرية الملكية.
لأنواع من العنفات البخارية، بما في ذلك متعددة المراحل Rateau انظر مشروع ليندر نسخة محفوظة 22 نوفمبر 2013 على موقع واي باك مشين..

## الأنواع
يتم صنع عنفات البخار في مجموعة متنوعة من الأحجام الصغيرة التي تتراوح بين 1 حصان وحدة (0.75 كيلو واط) (نادرة) وتستخدم كمحركات ميكانيكية للمضخات والضواغط والمعدات الأخرى التي يتم تشغيلها بالمقبض، إلى عنفات 2.000.000 حصان (1.500.000 كيلوواط) المستخدمة في توليد الكهرباء. وهناك تصنيفات عدة للعنفات البخارية الحديثة.

### حالات امداد البخار والعوادم
تشمل هذه الأنواع التكثيف، دون تكاثف، إعادة التسخين، واستخراج والحث.
عنفات عدم التكاثف أو backpressure هي الأكثر استخدام لتطبيقات عملية البخار. يسيطر على الضغط العادم من قبل صمام تنظيم لتتناسب مع احتياجات عملية ضغط البخار. وهي شائعة في مصافي التكرير، وحدات تدفئة المناطق، ومصانع الورق، ومرافق تحلية مياه البحر حيث كميات كبيرة من عملية ضغط البخار تكون متاحة.
أما العنفات التكثيفية هي الأكثر شيوعا في محطات توليد الطاقة الكهربائية. وهذه العنفات تستنفذ البخار العادم في حالة مكثفة جزئيا، وعادة من نوعية قرب 90 ٪، عند ضغط أقل بكثير من الغلاف الجوي إلى مكثف.
تستخدم عنفات إعادة التسخين أيضا بشكل حصري تقريبا في محطات توليد الطاقة الكهربائية. في عنفات إعادة التسخين، يخرج البخار المتدفق من جزء مرتفع الضغط من العنفات ويتم إرجاعه إلى الغلايات حيث يتم إضافة حرارة عالية جدا. ثم يعود البخارالى القسم متوسط الضغط من العنفات ويواصل تمدده.
و تعتبر عنفات الاستخراج نوع شائع في جميع التطبيقات. في نوع عنفات الأستخراج البخارية، يتم بعث البخار من مراحل مختلفة من العنفات، ويستخدم لتلبية احتياجات العمليات الصناعية أو يتم إرساله إلى مسخنات امدادات المياه لتحسين الكفاءة الشاملة للدورة. يمكن التحكم بتدفقات الاستخراج عن طريق صمام، أو تترك بدون سيطرة.
عنفات الحث تدخل ضغط بخار منخفض في مرحلة وسيطة لإنتاج الطاقة الاضافية.

### الغلاف أو ترتيبات ذراع التشغيل
وتشمل هذه الترتيبات غلاف واحد، مركب مزدوج والعنفات مجمع الصليبة. وحدات الغلاف الواحد هي النمط الأكثر أساسية حيث الغلاف الواحد والمقبض يقترنوا مع مولد الكهرباء. المركبات الترادفية تستخدم حيث اثنان أو أكثر من الأغلفة معا بصورة مباشرة بالإضافة إلى محرك مولد واحد. ترتيبات العنفات عرضية المكونات تتميز باثنين أو أكثر من المقابض ليس في خط وتقود اثنين أو أكثر من مولدات الكهرباء التي غالبا ما تعمل بسرعات مختلفة. والعنفات عرضية المكونات عادة ما تستخدم في العديد من التطبيقات الكبيرة.

## عمليات الدورة الحرارية

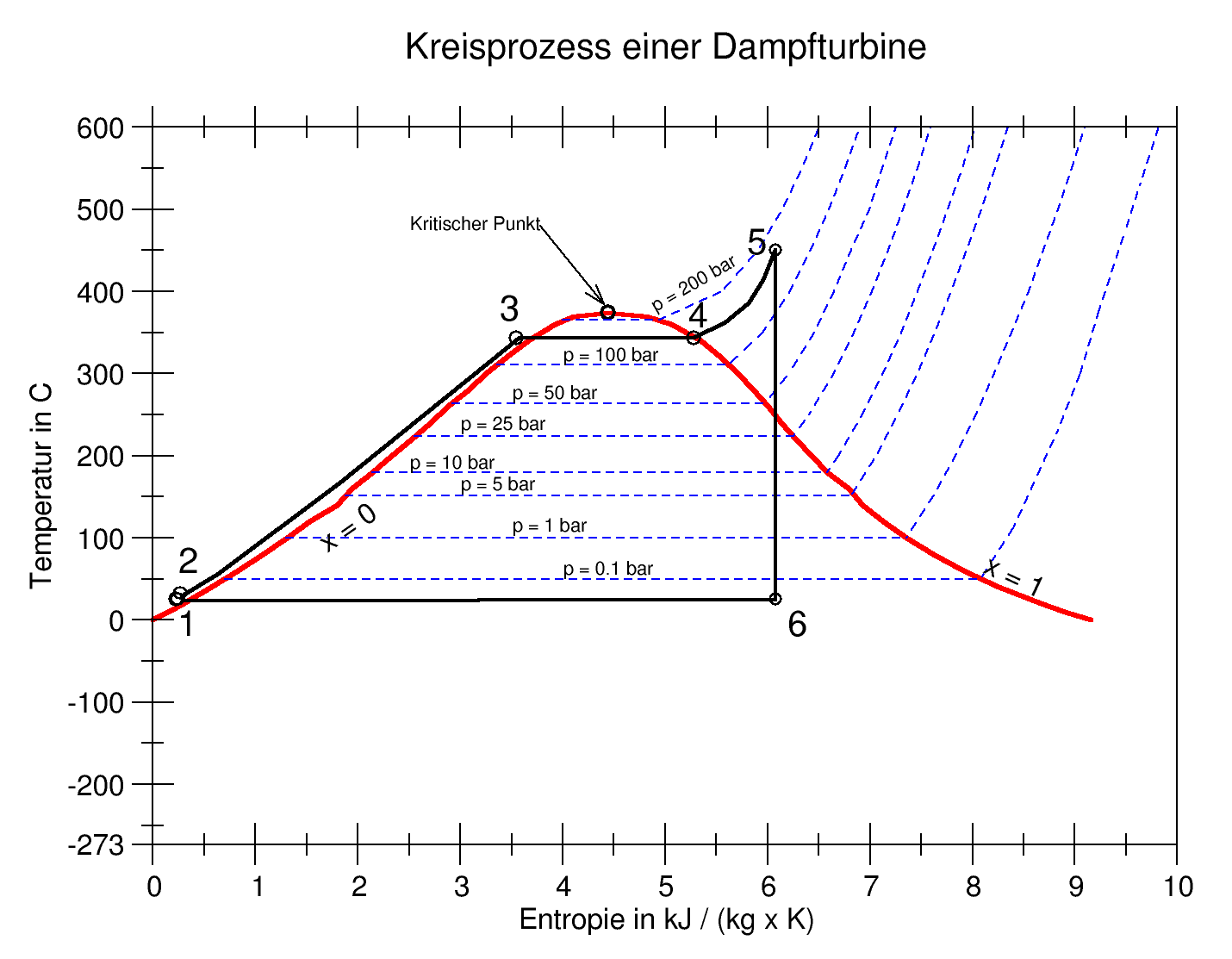
Prozess einer idealisierten Heißdampfturbine mit Nassdampfteil im Ts-Diagramm dargestellt

الحالة المثالية لدورة تحريك بخاري - أي عندما لا يكون هناك ضياع للحرارة وتستغل كل الحرارة لإنتاج حركة - تتمثل في الخطوات التالية (في العنفة البخاري تتغير حالة النظام من 5 = دخول البخار إلى 6 = النظام خروج البخار):
- 1 – 2: يرتفع الضغط أديباتي للماء إلى ضغط الغلاية؛ مع اعتبار عدم ضياع للطاقة بسبب احتكاك
- 2 – 3: تسخين الماء إلى درجة الغليان
- 3 – 4: تغير حالة الماء من الحالة السائلة إلى الحالة الغازية (بخار) تحت ضغط ثابت،
- 4 – 5: استمرار تسخين بخار الماء تحت ضغط ثابت،
- 5 – 6: انخفاض الضغط سريعا من دون احتكاك تحت إنتروبي ثابت في العنفة، مع تولد أول نقاط للماء،
- 6 – 1: تكثف الماء تحت ضغط ثابت في المكثف الحراري.

تلك الدورة الحرارية الممثلة في الرسم البياني تبين الشغل الميكانيكي الناتج، وهي المساحة المحصورة داخل الدورة من 1 إلى 6، وهي تمثل كمية البخار التي مرت في العنفة.
الدورة الممثلة هنا هي دورة مبسطة، ففي العملية الواقعية تضاف إليها خطوات إضافية مثل «زيادة تسخين وسطية» للبخار عند 5 – 6 ، أو تسخين ابتدائي للماء عند 1 – 2 mit Anzapfdampf ausعن طريق توصيل «جزء» من البخار الداخل للتربين إلى النقطة 2 .

## أساس التشغيل والتصميم
تعتبر العنفات البخارية المثالية أن تكون عملية متعادلة الحرارة، أو عملية تعادل حرارى مستمرة، حيث أن التعادل الحرارى للبخار الداخل إلى العنفة يساوي التعادل الحرارى للبخار المغادر من العنفة. لا يوجد عنفات بخارية هي حقا «متعادلة حراريا»، ولكن، مع كفاءات عدم التغيير في الانتروبيا النموذجي التي تتراوح بين 20 ٪ -90 ٪ على أساس تطبيق العنفة. تضم المناطق الداخلية من العنفات عدة مجموعات من ريش، أو «دلو» لأنها أكثر شيوعا أن يشار إليها. مجموعة واحدة من الريش الثابتة تكون متصلة بالغلاف ومجموعة واحدة من الريش الدوارة تكون متصلة بالمقبض. وتتناغم المجموعات مع درجة وضوح دنيا معينة، مع حجم وتكوين المجموعات المتفاوت ليتم استغلال تمدد وتوسع البخار في كل مرحلة بكفاءة.

### كفاءة العنفات

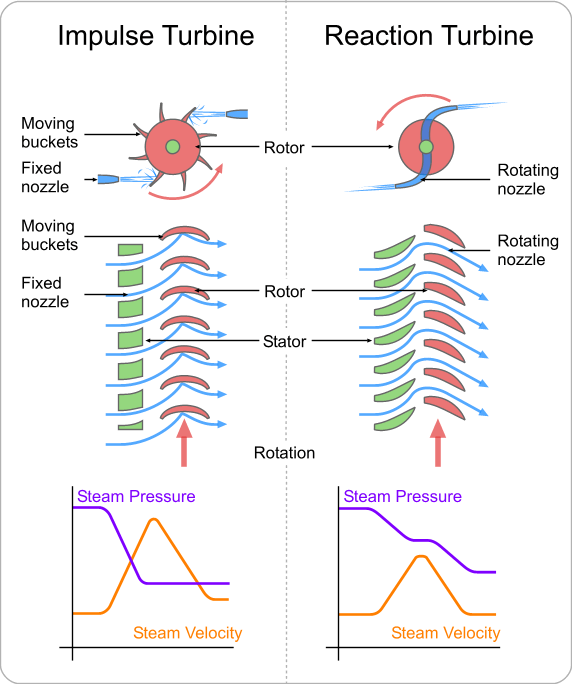
رسم تخطيطي يبين الفرق بين دفعة وعنفة رد فعل

لتعظيم كفاءة العنفات البخارية، يتم تمديد البخار، مع عمل التوليد، في عدد من المراحل. وتتميز هذه المراحل بكيفية أستخراج الطاقة منهم وهي المعروفة باسم إما عنفات نابضة أو رد فعل. تستخدم معظم العنفات البخارية مزيج من تصاميم ردود الفعل والنبض: تتصرف كل مرحلة كما إما واحدة أو أخرى، ولكن عموما يستخدم العنفة الأثنين على حد سواء. عادة، أقسام الضغط العالى من النوع الدافع ومراحل الضغط المنخفض هي من نوع رد الفعل.

#### العنفات النابضة
و ثبتت العنفات النابضة خراطيم توجه البخار للتدفق داخل نفاثات عالية السرعة. هذه النفاثات تحتوي على طاقة حركية مهمة، والتي هي الريش الدوارة، على شكل دلاء، متحولة حركة عمودية كلما غير بخار النفاث الأتجاه. ويحدث هبوط في الضغط عبر فقط الريش الثابتة، مع زيادة صافية في سرعة البخار عبر المرحلة.
كما يتدفق البخار عبر الخرطوم فان ضغطه يهبط من ضغط الدخول إلى ضغط الخروج (الضغط الجوي، أو غالبا، الفراغ المكثف). نظرا إلى هذه النسبة الأعلى من تمدد البخار في الخرطوم فان البخار يترك الخرطوم بسرعة عالية جدا. والبخار الذي يترك الريش المتحركة هو جزء كبير من السرعة القصوى للبخار عند مغادرته للخرطوم. ويكون فقدان الطاقة نتيجة لارتفاع سرعة الخروج والتي يشيع تسميتها ب «تحمل أكثر من السرعة» أو «خسارة المغادرة».

#### عنفات رد الفعل
في عنفة رد الفعل، يتم ترتيب الريش الدوارة أنفسهم لتشكيل فتحات متقاربة. هذا النوع من العنفات يستخدم قوة الرد المنتجة كلما تسارع البخار خلال الفتحات التي شكلتها الدوار. يتم توجيه البخار على الدوار عن طريق دليل ادخال الهواء المثبت للدوارات الثابتة. فهو يترك الجزء الثابت كمحرك نفاث يملأ المحيط الكامل للدوار. ثم عندها يغير البخار أتجاهه ويزيد من سرعته بالنسبة لسرعة الريش. ويحدث هبوط في الضغط عبر كل من الجزء الثابت والمتحرك، مع تسارع البخار خلال الجزء الثابت وتباطؤه خلال الجزء الدوار، مع عدم وجود أي تغيير في صافي سرعة البخار عبر المرحلة ولكن مع انخفاض في كل من الضغط ودرجة الحرارة، الأمر الذي يعكس العمل المنجز في القيادة من الدوار.

### التشغيل والصيانة
عند احماء العنفات البخارية للاستخدام، يوقف البخار الرئيسي صمامات (بعد المرجل) الذي له خط للسماح للبخار المسخن لتجاوز الصمام ببطء، والشروع في تسخين الخطوط في النظام جنبا إلى جنب مع العنفات البخارية. كما أن علبة تروس التدوير تنشغل لا يكون هناك بخار إلى العنفات لتدوير العنفات ببطء لضمان التسخين المتساوى لمنع التمدد المتفاوت. بعد أول تحريك للعنفة عن طريق علبة التروس الدوارة، بما يتيح وقتا للدوار لفرض سطح مستو (لا انحناء)، ثم تتحرر علبة التروس الدوارة ويتم ادخال البخار إلى العنفة، في البداية إلى الريش في المؤخرة ثم إلى الريش الأمامية ببطء لتدوير العنفة من 10 إلى 15 لفة في الدقيقة لتسخين العنفة ببطء.
تعتبر المشاكل مع العنفات الآن نادرة ومتطلبات الصيانة صغيرة نسبيا. يمكن أن يؤدي أي خلل في الدوار إلى اهتزاز، والذي في الحالات القصوى يمكن أن يؤدي إلى حل الشفرة من مكانها وثقب الغلاف مباشرة. فإنه، ومع ذلك، من الضروري أن يتم تشغيل العنفات بالبخار الجاف. أما إذا دخل الماء إلى البخار على الريش (حمل الرطوبة) فان قد يحدث اصطدام وتآكل سريع للريش، وربما يؤدي إلى اختلال التوازن والفشل الكارثي. وأيضا، فان المياه التي تدخل في الريش من المرجح أن تؤدي إلى تدمير القوة الدافعة لعمود العنفة. ولمنع حدوث هذا، جنبا إلى جنب مع الضوابط والحواجز في الغلايات لضمان الجودة العالية للبخار والمكثفات المثبتة في أنابيب البخار المؤدية إلى العنفات.

### تنظيم السرعة
السيطرة على العنفات مع أداة ضبط هو شيء ضروري، حيث أن العنفات تحتاج إلى التشغيل ببطء، لمنع وقوع أضرار في حين أن بعض التطبيقات (مثل توليد الكهرباء البديلة الحالية) تتطلب دقة التحكم بالسرعة. يمكن أن يؤدي التسارع غير الخاضع للرقابة لدوار العنفة إلى غلطة السرعة الزائدة، التي تتسبب غلق فوهة الصمامات التي تتحكم في تدفق البخار إلى العنفات. وإذا فشل هذا فان العنفة قد يواصل التسارع حتى ينهار، بشكل مذهل. العنفات غالية الثمن في صنعها، وتتطلب دقة تصنيع ومواد ذات نوعية خاصة.
أثناء العملية العادية في التزامن مع محطات الكهرباء الصافية فانها تخضع ل 5 % تدلى التحكم السريع. وهذا يعني أن سرعة التحميل الكامل بنسبة 100 ٪ وليس سرعة تحميل هو 105 ٪. وهذا هو المطلوب للتشغيل المستقر من الصافي بدون مطاردة وتسرب من محطات الطاقة. وعادة ما تكون التغيرات في السرعة طفيفة. التعديلات في إنتاج الطاقة ادليت بها رفع منحنى التدلى ببطء من خلال زيادة الضغط على أداة الضبط للطرد المركزى.  وعموما فان هذا هو جزء أساسي من متطلبات النظام لجميع محطات لأن المحطات القديمة والجديدة يجب أن تكون متوافقة في الاستجابة للتغيرات الفورية في وتيرة الاتصالات من دون الاعتماد على الخارج.

## المحرك المباشر
تستخدم محطات توليد الطاقة الكهربائية عنفات بخارية كبيرة تحرك مولد كهربائي لإنتاج أكثر من (حوالي 80 ٪) من الكهرباء في العالم. معظم هذه المحطات المركزية هي من نوعين، محطة تعمل بطاقة الوقود الحفرى ومحطات الطاقة النووية، ولكن بعض الدول تستخدم الطاقة الشمسية المركزة (CSP) لإنشاء البخار. ويمكن أن تستخدم عنفات البخار أيضا بشكل مباشر لتدير مضخات الطرد المركزي الكبيرة، مثل ليالي feedwater مضخة في محطة الطاقة الحرارية.
فقد اقترح  أنه، في ضوء ما يكفي من الطاقة الشمسية، فانه يمكن تكرير السيليكون لاستخدامه كبديل للفحم لهذا النوع من المحركات.
العنفات المستخدمة في توليد الطاقة الكهربائية هي في معظم الأحيان يتم اقترانها بشكل مباشر إلى مولدات الكهرباء. كما يجب تدوير المولدات المتزامنة بسرعات ثابتة وفقا لتردد نظام الطاقة الكهربائية، والسرعات الأكثر شيوعا هي بسرعة 3000 دورة / دقيقة لنظم 50 هرتز، و3600 دورة / دقيقة لنظم 60 هرتز. في المنشآت مع ارتفاع إنتاج البخار، كما الموجودة في محطات الطاقة النووية، قد رتبت مجموعة من المولدات لتعمل بنصف هذه السرعات، ولكن مولدات رباعية القطب.

## التسيير البحرى

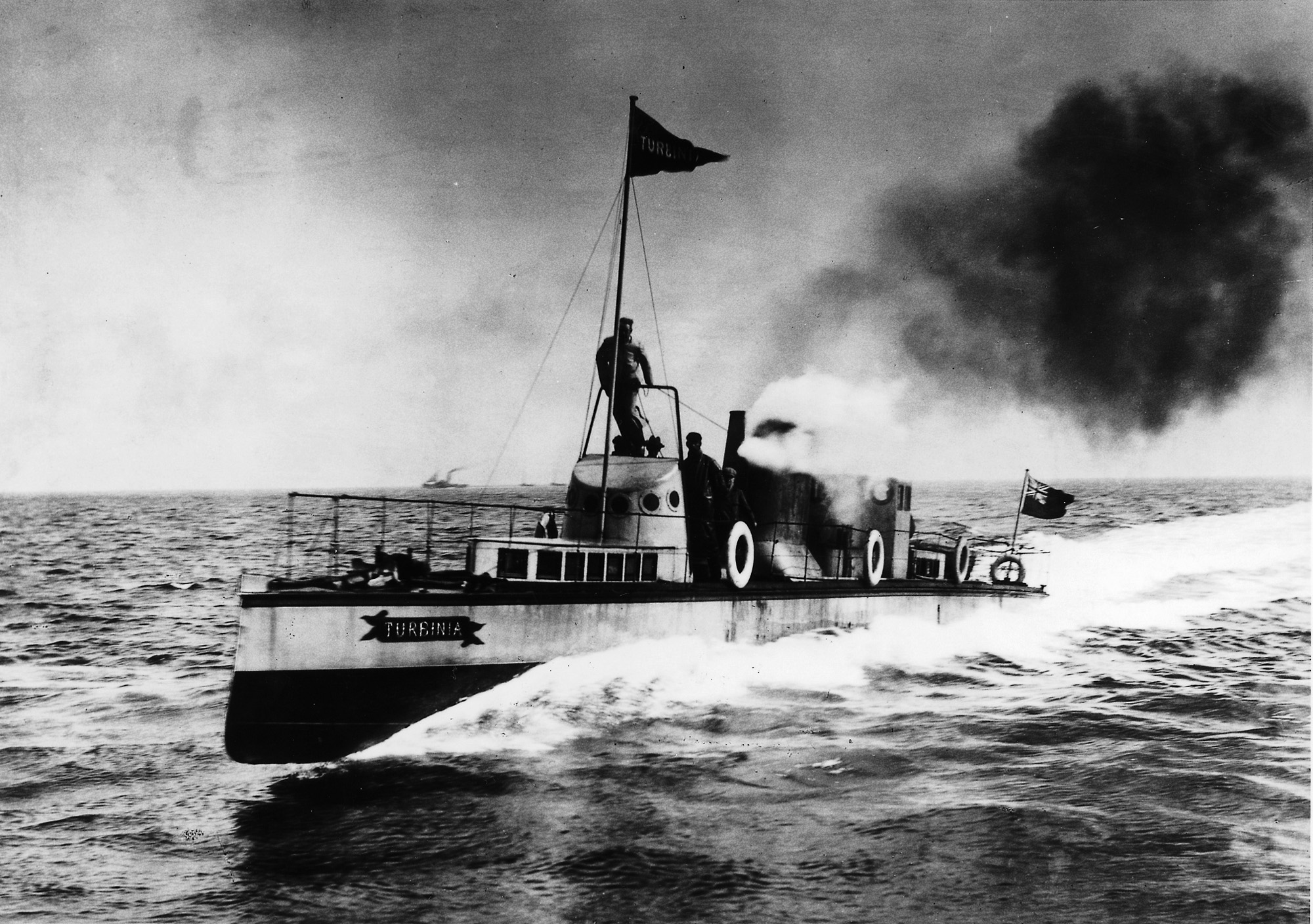
وTurbinia -- أول العنفات البخارية التي تعمل بالطاقة السفينة

يظهر استخدام آخر للعنفات البخارية في السفن؛ حيث أن صغر حجمها، وقلة الصيانة وخفة الوزن، وانخفاض الاهتزاز هي المزايا التي لا تقهر. وتكون العنفات البخارية فعالة فقط عندما يتم تشغيلها بمعدل آلاف الدورات في الدقيقة، في حين أن أكثر الطرق فعالية هي لتصاميم المروحة بسرعة أقل من 100 لفة في الدقيقة. لذا فان علب التروس المقللة الدقيقة (و بالتالي المكلفة) تستخدم عادة، على الرغم من أن العديد من السفن، مثل Turbinia، قد تدفع مباشرة من العنفات البخارية إلى مهاوي المروحة. ويقابل تكلفة الشراء احتياجات أقل بكثير من الوقود والصيانة وصغر حجم العنفات بالمقارنة مع المحرك الترددي مع وجود قوة معادلة له. ومع ذلك، فان محركات الديزل هي قادرة على زيادة الكفاءة: كفاءة دورة العنفات البخارية حتى الآن لكسر 50 ٪، ومع ذلك فان محركات الديزل بشكل روتيني تزيد على 50 ٪، لا سيما في التطبيقات البحرية.
تستخدم السفن والغواصات التي تعمل بالطاقة النووية مفاعل نووي لخلق البخار وإما استخدام العنفات البخارية مباشرة للدفع الرئيسي، مع توفير مولدات للطاقة المساعدة، أو توظيف دفع اكهربائى عنفة ى، حيث تدفع العنفات البخارية، مع مجموعة مولدات الدفع المنصوص من المحركات الكهربائية. يتم اختيار الطاقة النووية في كثير من الأحيان، حيث يكون الديزل غير عملي (كما هو الحال في تطبيقات الغواصات) أو المشاكل اللوجستية للتزود بالوقود (على سبيل المثال، كاسحات الثلج). فقد قدر أن وقود المفاعل النووي للبحرية الملكية ل الغواصة فانجارد يكفي ل 40 دورة بحرية للعالم—يحتمل أن تكون كافية لخدمة السفينة بأكملها مدى الحياة.

## القاطرات
محرك العنفات البخارية للقاطرة هو قاطرة بخارية يقودها عنفات بخارية.
والميزة الرئيسية للعنفة البخارى للقاطرة هو تحقيق توازن أفضل وتخفيض ضربة مطرقة على المسار. ومع ذلك، فإن العيب هو أن إنتاج الطاقة منه أقل مرونة ولذلك فان عنفات القاطرات هي الأنسب لعمليات المسافات الطويلة في إنتاج الكهرباء بشكل متكرر.
أول عنفة بخاري لقاطرة تم بناؤه في عام 1908 لOfficine Meccaniche مياني سيلفيستري Grodona مركز المصالح الرئيسية في ميلانو. لشركة السكك الحديدية الوطنية الألمانية كروبالتي بنيت في عام 1924 والعنفات البخارية قاطرة T18 001، الذي تم تشغيله في عام 1929.

## اقرأ أيضاً
- عنفة مائية
- عنفة غازية
- محرك بخاري
- عنفة تسلا